# Morchella ambigua
Morchella ambigua är en svampart som beskrevs av Pers. Morchella ambigua ingår i släktet Morchella och familjen Morchellaceae.   Inga underarter finns listade i Catalogue of Life.